# Alfredo Sáez
Alfredo Sáez (* 19. Juli 1958 in San Martín) ist ein argentinischer Tangosänger.

## Leben
Sáez war zwischen 1978 und 1980 Sänger der Folkgruppe Los Inca Huasi. 1980 gewann er einen Wettbewerb für Tangosänger im Club Villa Pueyrredón und| erhielt darauf Gelegenheit für Auftritte in verschiedenen Programmen des Fernsehsenders Canal 13. In Leonardo Simmons’ Wettbewerb Rumbo a la Fama im Fernsehen belegte er den zweiten Platz. Darauf gehörte er für ein Jahr zum Orchester von Donato Racciatti, bis dieser aus gesundheitlichen Gründen nach Montevideo zurückkehrte. 1986 und 1989 wurde er mit einem Gardel de Oro ausgezeichnet.
1993 trat er am Teatro Alvear in dem Stück El chalet de Gardel unter Leitung von Carlos Moreno auf. Dies erweckte das Interesse des Tangotänzers Carlos Sanjo, mit dem er im Teatro Zorrilla in Valladolid in der Show Patio de conventiyo auftrat. Auf Empfehlung Luis Tarantinos wurde er 1996 Mitglied im Orchester von Luis Bravos Compagnie For Ever Tango. Orchesterleiter war Lisandro Adrover, einer der Bandoneonisten Víctor Lavallén. Mit der Gruppe tourte er ein Jahr lang durch Kanada und die USA mit Auftritten u. a. in Toronto, Vancouver und Boston.
Seine erste CD nahm Sáez 2000 mit den Gitarristen Roberto Calvo, César Angeleri und Gustavo Margulies auf und wurde daraufhin von der Zeitschrift Clarín als Tango-Offenbarung des Jahres gelobt. Dies führte zu Auftritten in vielen Radio- und Fernsehprogrammen, im Tortoni, im Café Homero, im Café und Buchladen Clásica y Moderna, im Caño 14 und anderen Lokalen.